# Викликаємо вогонь на себе
«Викликаємо вогонь на себе» — радянський чотирисерійний військово-історичний телевізійний художній фільм режисера Сергія Колосова, знятий в 1964 році за мотивами однойменної повісті Овідія Горчакова і Януша Пшимановського. Приурочений до 20-річчя перемоги над нацистською Німеччиною. Заснований на реальних подіях, що відбулися в роки війни на Брянщині, під час нацистської окупації в 1942—1943 роках. Присвячений світлій пам'яті Яна Маньковського, Костянтина Поварова, Івана Алдюхова, Анни Морозової і багатьох інших партизан, підпільників, розвідників, які воювали і загинули на Брянщині. Всесоюзний телевізійний показ відбувся з 18 по 22 лютого 1965 року, а в кінотеатрах країни — 18 лютого 1969 року. Картина вважається першим радянським телевізійним серіалом.

## Сюжет
Фільм оповідає про реальні події часів німецько-радянської війни, що відбувалися в 1942—1943 роках в німецькому тилу на Брянщині, в селищі Сеща. Аня Морозова, двадцятиоднорічна місцева жителька, під час відступу Червоної армії навесні 1942 року йде разом з нею, але потім, повернувшись в числі інших біженців, яким не вдалося дістатися до своїх, виявляє, що її будинок розбомблений, а рідних нікого не залишилося. Аня, яка до війни працювала бухгалтером у місцевій військовій частині, влаштовується прачкою на німецький військовий об'єкт і поступово знаходить своїх довоєнних подруг, які згодом стали ядром організованої нею підпільної групи. Для наближення перемоги Анна виходить на зв'язок з місцевою партизанської бригадою, для якої вона відома під псевдонімом «Резеда». Метою радянського командування є знищення стратегічно важливого військового об'єкта — сещинського військового аеродрому, захопленого німецькими військами під час стрімкого наступу на початку війни, де гітлерівці розмістили свою військово-повітряну базу, яка налічує до трьохсот німецьких бомбардувальників, і звідки завдавали бомбових ударів по Москві. Територія в радіусі п'яти кілометрів навколо авіабази перетворена загарбниками в неприступну фортецю. Перед підпільною групою під керівництвом Морозової ставиться завдання добувати цінні розвідувальні відомості про авіабазу супротивника і передавати їх через партизанів у Москву, організовувати диверсії для вибуху німецьких літаків і виведення з ладу іншої військової техніки ворога. Згодом місцеве підпілля розширюється, стає інтернаціональним (радянсько-польсько-чехословацьким). Групі Морозової вдається знайти підхід до аеродрому через налагодження зв'язку з поляками, які працюють аеродромними техніками. Інтернаціоналісти діють зухвало: створюють на аеродромі пост наведення для радянських літаків, що завдають бомбові удари по гітлерівській авіабазі, здійснюють прямі диверсії, встановлюючи магнітні міни в бомбові відсіки відлітаючих на завдання ворожих бомбардувальників. На слід підпільників виходить німецька контррозвідка. Радянські патріоти несуть важкі втрати, проте, завдяки спільній операції диверсійних груп і партизан, стратегічний військовий об'єкт вдається знищити. Мова у фільмі йде про реальний військовий аеродром Сеща, який був зруйнований бомбовим ударом радянської авіації у вересні 1943 року в ході операції зі звільнення території Брянщини від німецько-фашистських загарбників.

## У ролях
- Людмила Касаткіна — Анна Опанасівна Морозова, радянський розвідник, радист, керівник міжнародної підпільної організації
- Олена Корольова — Лідія Корнєєва
- Ізольда Ізвицька — Паша, офіціантки з казино, подруга Ані
- Олександр Лазарев (старший) — Федір Семенович Данченко, командир партизанського загону
- Станіслав Чекан — Семен
- Олексій Інжеватов — Іван Алдюхов
- Олег Єфремов — «дядя Вася», зв'язковий
- Павло Пацл — Венделін Робличка
- Олександра Данилова — жителька села
- Юзеф Дур'яш — Ян Маньковський
- Маріан Коциняк — Ян Тима
- Євген Шутов — Афанасій Калістратович Морозов, батько Ані
- Анна Павлова — Євдокія Федотіївна Морозова, мати Ані
- Валентина Бєляєва — Марія
- Ада Войцик — тітка Варя
- Ніна Крачковська — Женя
- Вільгельм Косач — Костянтин Поваров, «поліцай»
- Ролан Биков — Терех, поліцай
- Борис Чирков — Гаврило Онуфрійович Сінаков, староста
- Володимир Осенєв — перекладач
- Ервін Кнаусмюллер — Арвайлер, полковник
- Олександр Александровський — Вернер, оберштурмфюрер
- І. Мюллер — Шульц, лейтенант
- Л. Шумахер — Еріх («Щасливчик»)
- Е. Деранг — Альфред Байзлер, авіатехнік
- Данило Нетребін — Кузьмич
- Володимир Маренков — Бородкін
- Алевтина Румянцева — прачка
- Хайнц Браун — офіцер Арвайлера
- Петро Соболевський — офіцер Арвайлера
- Юрій Коміссаров — Анатолій, зв'язковий з Москви
- Валентина Березуцька — жінка в шалі біля шлагбаума
- Олександр Сілін — в 1-й серії читає переклад німецьких діалогів
- Микола Корноухов — партизан загону Федора
- Дмитро Масанов — Павло Михейович
- Серафима Холіна — прачка
- Віктор Речман — німець (1-а серія)
- Леонід Євтіф'єв — німець-охоронець (4-а серія)

## Знімальна група
- Режисер — Сергій Колосов
- Сценаристи — Сергій Колосов, Овідій Горчаков, Януш Пшимановський
- Оператор — Володимир Яковлєв
- Композитор — Альфред Шнітке
- Художники — Леонід Платов, Михайло Карташов